# Lin Chieh-liang
Lin Chieh-liang (chino: 林杰梁, 1958 - 5 de agosto de 2013) fue un médico, nefrólogo y toxicólogo taiwanés. Era defensor de la salud pública desde hace mucho tiempo y asesor del Departamento taiwanés de Salud y Bienestar.

## Educación y carrera médica
Lin se formó como un nefrólogo en la Universidad Médica de Taipéi. Más tarde trabajó en el Chang Gung Memorial Hospital en Linkou, Nuevo Taipéi, en calidad de director del departamento de toxicología del hospital.

## Defensa de la salud pública
Lin fue un defensor de la salud pública de los más importantes, y uno de los toxicólogos más conocidos de Taiwán. Ganó una reputación como experto en salud pública durante una serie de sustos en masa en Taiwán sobre cuestiones de salud, incluyendo ataques de avispas, intoxicación por plomo y alimentos contaminados. Él aconsejó regular el Departamento taiwanés de Salud y Bienestar en la política de salud, seguridad alimentaria y amenazas potenciales para el bienestar público. También llevó a cabo la investigación de nuevas vacunas y sus efectos sobre la salud humana.

## Muerte
El 2 de agosto de 2013, Lin entró en coma después de contraer una infección pulmonar, antes de esto, se había sometido a diálisis durante 20 años. Su estado de salud empeoró, y murió de neumonía e insuficiencia orgánica múltiple en Chang Gung Memorial Hospital el 5 de agosto, a los 55 años de edad. El hospital posteriormente estableció un fondo de la investigación médica en honor de Lin. Le sobreviven su esposa y dos hijos.